# Мегхалая
Мегхалая (на деванагари मेघालय; на английски: Meghalaya) е щат в източната част на Индия.
Столица и най-голям град е Шиллонг. Населението наброява 2,306 млн. души (23-то място в Индия 2001 г.). Официални езици – гаро, кхаси, английски.

## География
Площ 22 429 км² (22-ро място).